# Tipula (Trichotipula) politonigra
Tipula (Trichotipula) politonigra is een tweevleugelige uit de familie langpootmuggen (Tipulidae). De soort komt voor in het Palearctisch gebied.